# バンギ・ムポコ国際空港

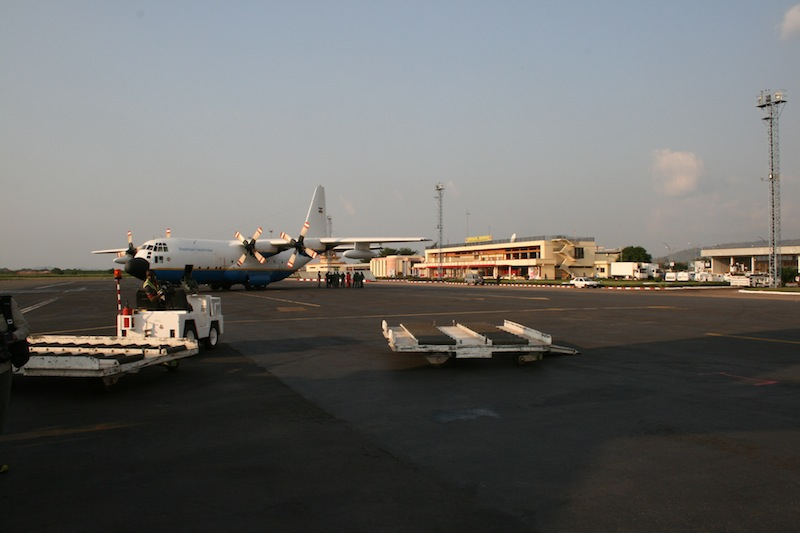

バンギ・ムポコ国際空港（バンギ・ムポコこくさいくうこう、仏語:Aéroport international de Bangui）は、中央アフリカ共和国の首都バンギにある国際空港である。

## 歴史
- 同国独立直後の1964年から1967年かけて建設され、1967年に開港した。[1]
- 2013年3月に中央アフリカ国内で発生したクーデター時では、首都へ侵攻してきた武装集団セレカによる空港占領を防ぐために、フランス軍が駐留を行った[2]。クーデター後も国内情勢が安定せず、民兵間の抗争が激化したことから、フランスは同年11月、より規模の大きい武力介入を実施。空港内にフランス軍の基地が設置された。12月には、フランソワ・オランド大統領が同基地を訪問している。

## 就航航空会社と就航都市
- 2023年9月11日現在

### 国際線
| 航空会社                 | 就航地                                                                                             |
| ------------------------ | -------------------------------------------------------------------------------------------------- |
| カメルーン航空           | ドゥアラ国際空港（ドゥアラ）、ヤウンデ・ンシマレン国際空港（ヤウンデ）                             |
| ASKY航空                 | ドゥアラ国際空港（ドゥアラ）、ロメ空港（ロメ）                                                     |
| ケニア航空               | ドゥアラ国際空港（ドゥアラ）、エンテベ国際空港（エンテベ）、ジョモ・ケニヤッタ国際空港（ナイロビ） |
| ルワンダ航空             | ドゥアラ国際空港（ドゥアラ）、キガリ国際空港（キガリ）                                             |
| ロイヤル・エア・モロッコ | ドゥアラ国際空港（ドゥアラ）、ムハンマド5世国際空港（カサブランカ）                                |
| エールフランス           | ヤウンデ・ンシマレン国際空港（ヤウンデ）、パリ＝シャルル・ド・ゴール空港（パリ）                   |

### 貨物
| 航空会社             | 就航地           |
| -------------------- | ---------------- |
| Africa West Airlines | ロメ空港（ロメ） |